# Galerie Loft
La galerie Loft est une galerie d'art contemporain parisienne fondée en 1985.

## Histoire
La galerie Loft, fondée par Jean-François Roudillon à Paris en 1985, défend des artistes tels que ceux de la Figuration narrative (Erró – dès 1985, Peter Klasen, Jacques Monory, Bernard Rancillac et Gérard Fromanger),,. 
Elle est la première galerie d'Europe à exposer des œuvres du Street art et du Graffiti sur des supports nouveaux (palissades en bois, objet en fer…) réalisées par de jeunes artistes alors inconnus tels que Blek le rat, Daniel Baugeste, Jérôme Mesnager,,, ou Kriki.
À partir de la fin des années 1990, elle est la première galerie européenne à défendre l'art chinois contemporain, en présentant en avant-première Liu Xiaodong (2001/2005), Liu Wei (2001/2002/2005), Wang Guangyi (2004), Sui Jianguo (en) (2000), Yang Shaobin (2001), Wang Qingsong (2002) ou Zhan Wang (2000),.
En 2002, Jean-François Roudillon organise, en collaboration avec les collectionneurs belges et mécènes de l’art d’Asie, Myriam et Guy Ullens, la première exposition de grande envergure d’artistes contemporains chinois en France. Les œuvres de 72 créateurs sont dévoilées au public français à l’Espace Pierre Cardin, sur une scénographie originale de Jean-Michel Wilmotte, dont le dinosaure rouge « Made in China » de l’artiste Sui Jianguo (en), édité par la galerie à 1 000 exemplaires, et la photographie « Tatoo » de Qui Zhijie,.
La Galerie Loft entreprend, à partir des années 2000, un travail de promotion de sculpteurs du XXe siècle tels Philippe Hiquily et Francesco Marino Di Teana, en réalisant les Catalogues raisonnés de leurs œuvres (Philippe Hiquily, Œuvres de 1948 À 2011, Paris, 2012 / Marino di Teana, Catalogue raisonné de l’œuvre sculptée, Paris, 2019) et participe à la diffusion de leurs sculptures en participant à des projets tels que le Parc de sculptures Al Maaden (Al Maaden Golf Resort) du Musée d'Art contemporain africain Al-Maaden (MACAAL) de Marrakech (Maroc) (œuvres d’Antonio Segui, Yazid Oulab, Wang Keping, Sunil Gawde, Daniel Hourdé et Claude Gilli) l’Exposition universelle de Shanghai 2010, la présentation de sculptures monumentales de Philippe Hiquily sur les places Saint-Germain-des-Prés et Saint-Sulpice à Paris en 2012, et à Tomblaine en 2015, l’exposition de sculptures monumentales de Francesco Marino Di Teana (entre autres Université, 3 m de haut) sur la Citadelle de Sisteron.
Tout en poursuivant son exploration du monumental (Quentin Garel ou Yazid Oulab), la galerie continue de soutenir le travail d’artistes émergents internationaux tels que le peintre chinois Lin Yusi, le sculpteur coréen Mun-Gi Yang ou le jeune peintre franco-nigérian Kévin-Ademola Sangosanya. En parallèle, la galerie défend de nouvelles facettes de l'art contemporain telles que le mobilier d’art avec la présentation d'expositions consacrées à de jeunes designers comme Olivier Moravik ou Guillaume Piéchaud dont la monographie publiée en 2020 retrace plus de 20 ans de collaboration.
En 2020, la galerie lance le concept de Art For All une collection d’œuvres d’artistes contemporains d’origines et d’univers variés, sous la forme de petits multiples abordables visant à démocratiser l'accès a l'acquisition d’œuvres d'art auprès de tous les publics,.
Depuis 2017, la galerie possède un deuxième espace d’exposition à proximité,.

## Sélection d'expositions
- « Périodes » – Bernard Rancillac – du 4 février au 8 mars 1986
- Peter klasen – du 10 avril au 17 mai 1986
- « Dessins et peintures » - Jean Michel Solvès - 2 juin au 25 juin 1988[23]
- « Le manteau du Papier» - Paul Bloas - du 24 novembre au 31 décembre 1988[24]
- Exposition collective - (Kriki, Mesnager[25], Mosner[26],[27]) - du 12 janvier au 18 février 1989
- « L’atelier de la révolution » - Gérard Fromager – du 7 juin au 14 juillet 1989
- Fernando Canovas – du 9 novembre au 16 décembre 1989
- Philippe Sommerhalter – du 7 novembre au 21 décembre 1991
- « Fragments » –Philippe Huart – du 20 février au 3 avril 1997
- Guillaume Piechaud – du 4 avril au 10 mai 1997
- « Une mémoire silencieuse » – Ma Tse-Lin – du 16 novembre au 20 décembre 1997
- « 09.99 – avant gardes en chinois » – du 30 septembre au 30 octobre 1999
- Guo Wei – du 10 juin au 26 juin 2000
- Chen Wenbo & Zhan Wang – du 27 septembre au 5 novembre 2000
- Philippe Hiquily – du 1er novembre au 31 décembre 2000
- Yang Shaobin – du 4 octobre au 31 octobre 2001
- Li Lihong - mai 2008 - du 1er mai au 31 mai 2008
- « Version 2.0 » – Chen Man – du 18 mars au 30 avril 2010
- Guillaume Piéchaud - du 3 juin au 28 juillet 2010[28]
- Exposition de sculptures monumentales – Philippe Hiquily – du 30 mars au 28 avril 2012
- Yazid Oulab – du 18 juin au 28 juillet 2013
- Art Paris - Photographie Contemporaine Chinoise - Images mythiques et Historiques de la transformation de la Chine - 2014[29]
- Marino Di Teana – rétrospective du 21 janvier au 30 avril 2016
- L’art contemporain iranien à la croisée des mondes
- Adel Younesi & Mehdi Mirbagheri du 26 janvier au 11 mars 2017
- Claude Gilli – pop love – les feux de l’amour du 1er février au 10 mars 2018
- Lin Yusi – sur un fil du 21 juin au 21 juillet 2018
- Mun-gi Yang — rocks du 22 novembre au 5 janvier 2019
- Jean Brillant Métaminéral du 06 octobre au 24 novembre 2022
- Kévin-Ademola Sangosanya « je connais la valeur de la peur. » du 1er décembre au 28 janvier 2023
- Christos Kalfas • once upon a time du 9 février au 25 mars 2023